# Daniela Virgilio
Daniela Virgilio, née le 26 décembre 1983 à Rome dans la région du Latium en Italie, est une actrice italienne. Elle est principalement connue pour son rôle de Patrizia dans la série télévisée Romanzo criminale de Stefano Sollima.

## Biographie
Daniela Virgilio naît à Rome en 1983. Elle débute au cinéma en 2006 en tenant l’un des rôles principaux du film d’horreur The Last House in the Woods (Il bosco fuori) de Gabriele Albanesi (it). L’année suivante, elle sort diplômée du Centro sperimentale di cinematografia.
Entre 2008 et 2010, elle prend part aux deux saisons de la série télévisée italienne Romanzo criminale de Stefano Sollima, inspiré par le roman éponyme du romancier Giancarlo De Cataldo et par l'histoire réelle de la Banda della magliana. Elle y joue le rôle de Patrizia, une prostituée liée au Dandi, l’un des principaux chefs de la bande qui connaîtra un fin funeste par sa faute.
Elle apparaît ensuite dans plusieurs films indépendants italiens, comme Good As You - Tutti i colori dell'amore de Mariano Lamberti (it). En 2014, elle est à l’affiche de la mini-série I segreti di Borgo Larici d'Alessandro Capone.

## Filmographie

### Au cinéma

#### Longs-métrages
- 2006 : The Last House in the Woods (Il bosco fuori) de Gabriele Albanesi (it)
- 2011 : Immaturi de Paolo Genovese
- 2011 : Ti presento un amico de Carlo Vanzina
- 2011 : Hypnosis de Davide Tartarini
- 2012 : Good As You - Tutti i colori dell'amore de Mariano Lamberti (it)
- 2012 : Workers - Pronti a tutto de Lorenzo Vignolo (it)
- 2013 : Puzzle (Third Person) de Paul Haggis
- 2014 : Le Crime du sommelier (Vinodentro) de Ferdinando Vicentini Orgnani
- 2015 : La solita commedia - Inferno de Fabrizio Biggio, Francesco Mandelli et Martino Ferro

#### Courts-métrages
- 2011 : Ombre d'Emanuele Pica
- 2012 : Una commedia italiana che non fa ridere de Luca D'Ascanio

### À la télévision

#### Séries télévisées
- 2008-2010 : Romanzo criminale de Stefano Sollima
- 2009 : Intelligence - Servizi & segreti d'Alexis Sweet
- 2012 : Rex, chien flic (Il Commissario Rex) d'Andrea Costantini : épisode Une voix dans la foule (Una voce nella folla)
- 2014 : I segreti di Borgo Larici d'Alessandro Capone